# Rodrigo Cortés
Rodrigo Cortés Giráldez (Pazos Hermos, Orense, 31 de mayo de 1973) es un director, productor, guionista y escritor español.

## Biografía
Se encuentra especialmente vinculado a la ciudad de Salamanca, donde residió y creció desde que llegó a ella con dos años de edad.

### Carrera

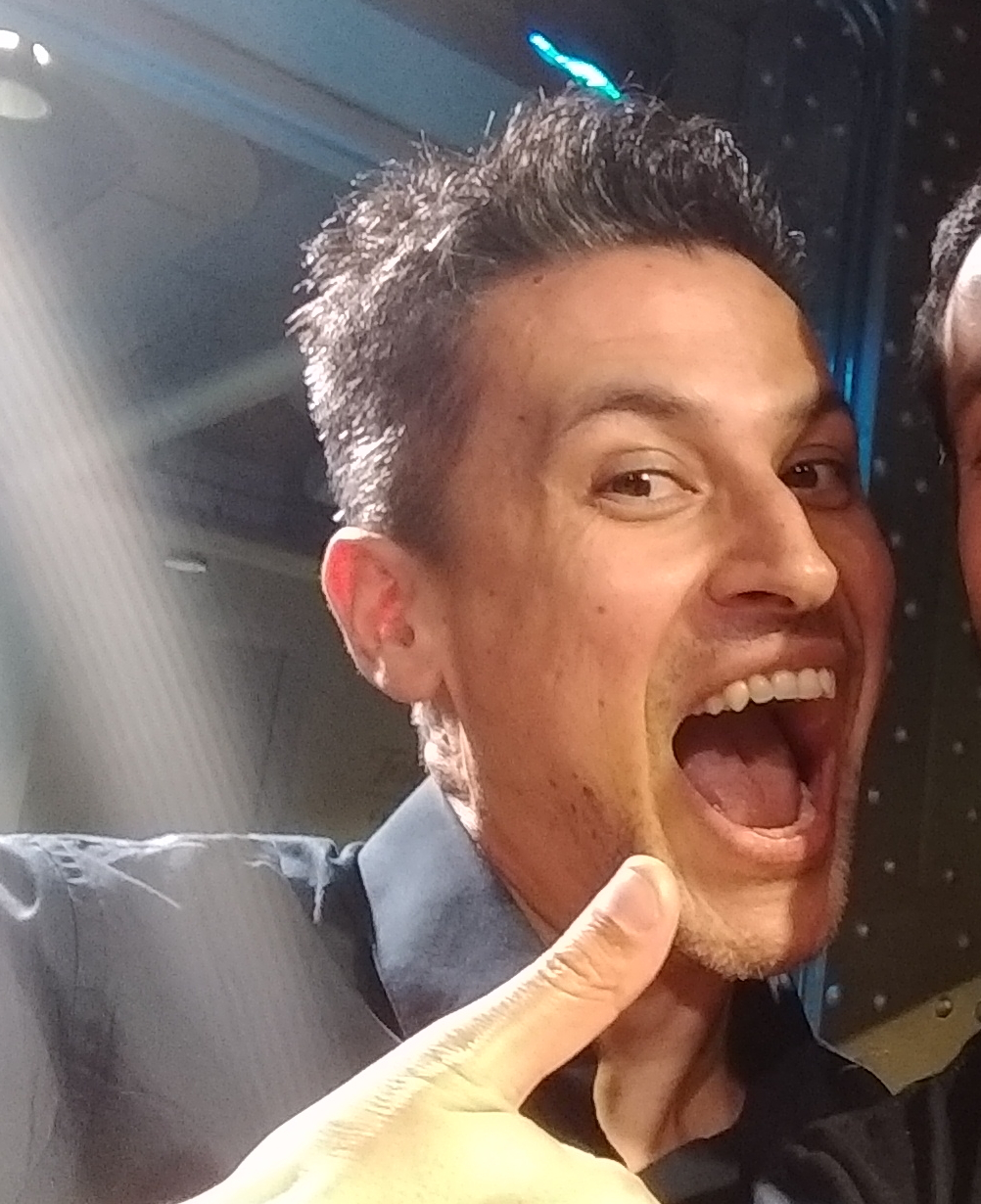
Rodrigo Cortés en septiembre de 2018.

A los 16 años realizó su primer cortometraje, El descomedido y espantoso caso del victimario de Salamanca, en formato súper 8, al que posteriormente seguiría Siete escenas de la vida de un insecto, rodado en blanco y negro y basado en el libro La metamorfosis de Franz Kafka. A comienzos de 1998, Sogetel y Jabalina Records lo reclamaron para rodar el videoclip de la canción Sick of you del grupo Onion, para la película Abre los ojos de Alejandro Amenábar.
En julio de 1998, realizó el cortometraje Yul, trabajo que lo dio a conocer en el ámbito cinematográfico, obteniendo casi 20 galardones en España. En 2001, estrenó el cortometraje 15 días, que le dio una nominación a los Premios Goya como mejor cortometraje y que en menos de dos años consiguió más de 50 galardones en reconocimientos nacionales e internacionales convirtiéndose en uno de los cortometrajes más laureados en la historia del cine español. Fue galardonado con el Universal Studios Award, que lo llevó durante dos semanas a los Estudios Universal de Los Ángeles a realizar un Filmmaster.
En la primavera de 2001, fue seleccionado por TVE y la productora Filmart para participar en la primera edición en España de Los diminutos del calvario. A finales del año 2003, por petición de Universal Music, realizó el videoclip del tema Travesura, del músico de chill out José Luis Encinas.
En 2007, realizó su primer largometraje, Concursante, que recibió el premio de la crítica en el Festival de Málaga de ese mismo año y una nominación a los Premios Goya 2008.
En septiembre de 2010, se estrenó Buried, protagonizada por Ryan Reynolds, calificada como «una película de horror con delirios de grandeza» por The New York Times y como «un ingenioso ejercicio de tensión sostenida que haría que Alfred Hitchcock se removiera en su tumba» por el semanario Variety. El film obtuvo el premio de la crítica en el Festival de Deauville y la mejor película en L’Etrange Festival días antes de su estreno. Según el propio director:

«Quería que la película fuera una experiencia física, donde se pudiera sentir la sangre y el sudor. Quería que la gente saliera del cine cuatro libras de peso más ligera.»
Cortés en una entrevista sobre Buried para The Miami Herald.

En 2012, se estrenó Luces rojas, una película del género thriller protagonizada por Sigourney Weaver, Robert De Niro y Cillian Murphy y que se centra en la figura de una parapsicóloga que intenta desacreditar a un reputado vidente que ha vuelto a la fama después de 30 años.
Desde 2014, participa en el podcast radiofónico cultural Todopoderosos. También es colaborador en el podcast Aquí hay dragones
En agosto de 2018, estrenó su cuarto largometraje, Down a Dark Hall (Blackwood), con AnnaSophia Robb y Uma Thurman como protagonistas.
En abril de 2019, en una entrevista dejó entrever que ese verano comenzaría el rodaje de su quinta película entre España y Europa Oriental, y que estaría ambientada en Varsovia.
En junio de 2021, publicó la novela Los años extraordinarios.
A mediados de julio del 2021, se confirmó como director del capítulo "La broma" del remake de la serie Historias para no dormir.
A finales de 2021, estrenó Love Gets a Room (El amor en su lugar), su quinto largometraje.
En octubre de 2022, publicó su libro Verbolario.
En mayo de 2024, publicó la novela Cuentos telúricos.
En octubre de 2024 estrena su sexto largometraje como director, Escape, con Mario Casas como protagonista.

## Filmografía
| Año  | Título                                 | Director | Productor | Guionista | Actor | Notas                                              |
| ---- | -------------------------------------- | -------- | --------- | --------- | ----- | -------------------------------------------------- |
| 2024 | Escape                                 | Sí       | Sí        | Sí        | No    | Cameo de figuración                                |
| 2021 | Love Gets a Room (El amor en su lugar) | Sí       | Sí        | Sí        | No    | Es también el montador                             |
| 2021 | La Broma (c)                           | Sí       | No        | Sí        | No    | Episodio de televisión de Historias para no dormir |
| 2018 | Down a Dark Hall (Blackwood)           | Sí       | No        | No        | No    |                                                    |
| 2014 | 1:58 (c)                               | Sí       | No        | Sí        | No    |                                                    |
| 2013 | Por activa y por pasiva (c)            | Sí       | Sí        | Sí        | No    |                                                    |
| 2013 | Grand Piano                            | No       | Sí        | No        | No    |                                                    |
| 2012 | Red Lights (Luces rojas)               | Sí       | Sí        | Sí        | No    |                                                    |
| 2011 | Emergo                                 | No       | Sí        | Sí        | No    |                                                    |
| 2010 | Buried (Enterrado)                     | Sí       | Sí        | No        | No    |                                                    |
| 2007 | Dirt Devil (c)                         | Sí       | Sí        | Sí        | Sí    | Papel: Narrador                                    |
| 2007 | Concursante                            | Sí       | No        | Sí        | No    |                                                    |
| 2003 | Interruptus (c)                        | No       | No        | No        | Sí    | Papel: Hombre calvo                                |
| 2002 | Dentro (c)                             | Sí       | No        | Sí        | No    | Compositor                                         |
| 2002 | Los 150 metros de Callao (c)           | Sí       | Sí        | Sí        | Sí    | Papel: Narrador                                    |
| 2001 | Diminutos del calvario (c)             | No       | No        | Sí        | No    |                                                    |
| 2000 | 15 días (c)                            | Sí       | Sí        | Sí        | Sí    | Papel: Rubén Salas; Compositor                     |
| 1998 | Yul (c)                                | Sí       | Sí        | Sí        | Sí    | Papel: Narrador                                    |

## Obra literaria
- A las 3 son las 2 (Delirio, 2013) ISBN 8415739036
- Sí importa el modo en que un hombre se hunde (Delirio, 2014) ISBN 9788415739104[39]
- Dormir es de patos (Delirio, 2015) ISBN 8415739141
- Los años extraordinarios (Random House, 2021) ISBN 9788439738848[40]
- Verbolario (Random House, 2022) ISBN 9788439740759[41]
- Cuentos telúricos (Random House, 2024) ISBN 9788439743194[42]
- La piedra blanda (Random House, 2024)  ISBN 978-84-397-4435-1 (Ilustrado por Tomás Hijo)[43]

## Premios y nominaciones
Premios Goya
| Año  | Categoría              | Película    | Resultado |
| ---- | ---------------------- | ----------- | --------- |
| 2007 | Mejor canción original | Concursante | Nominado  |
| 2010 | Mejor película         | Buried      | Nominado  |
| 2010 | Mejor director         | Buried      | Nominado  |
| 2010 | Mejor montaje          | Buried      | Ganador   |
| 2010 | Mejor canción original | Buried      | Nominado  |

Premios Forqué
| Año  | Categoría      | Película | Resultado |
| ---- | -------------- | -------- | --------- |
| 2011 | Mejor película | Buried   | Ganador   |

Premios Feroz
| Año  | Categoría       | Película            | Resultado |
| ---- | --------------- | ------------------- | --------- |
| 2022 | Mejor dirección | El amor en su lugar | Ganador   |

Medallas del Círculo de Escritores Cinematográficos
| Año  | Categoría            | Película            | Resultado |
| ---- | -------------------- | ------------------- | --------- |
| 2010 | Mejor director       | Buried              | Nominado  |
| 2010 | Mejor montaje        | Buried              | Ganador   |
| 2021 | Mejor director       | El amor en su lugar | Ganador   |
| 2021 | Mejor guion original | El amor en su lugar | Ganador   |
| 2021 | Mejor montaje        | El amor en su lugar | Ganador   |
| 2024 | Mejor guion adaptado | Escape              | Nominado  |

Premios Gaudí
| Año  | Categoría                            | Película | Resultado |
| ---- | ------------------------------------ | -------- | --------- |
| 2010 | Mejor película en lengua no catalana | Buried   | Ganador   |
| 2010 | Mejor director                       | Buried   | Nominado  |
| 2010 | Mejor montaje                        | Buried   | Ganador   |

Festival de cine de Málaga
| Año  | Categoría                                | Película    | Resultado |
| ---- | ---------------------------------------- | ----------- | --------- |
| 2007 | Biznaga de Plata al Premio de la Crítica | Concursante | Ganador   |
| 2007 | Biznaga de Oro a la mejor película       | Concursante | Nominado  |

Premios Mestre Mateo
| Año  | Categoría       | Película    | Resultado |
| ---- | --------------- | ----------- | --------- |
| 2007 | Mejor película  | Concursante | Nominado  |
| 2007 | Mejor dirección | Concursante | Nominado  |
| 2007 | Mejor guion     | Concursante | Nominado  |
| 2007 | Mejor montaje   | Concursante | Ganador   |

Premio Mariano de Cavia (2024).